# Achadinha (Nordeste)
Achadinha é uma freguesia portuguesa do município de Nordeste, na ilha de São Miguel, Região Autónoma dos Açores, com 13,86 km² de área e 463 habitantes (censo de 2021). A sua densidade populacional é 33,4 hab./km².
Com lugares desta freguesia foi criada pelo Decreto Lei nº 42.997, de 01/06/1960, a freguesia de Salga.

## História
Foi na freguesia da Achadinha que se deu o desembarque das tropas liberais vindas da Terceira, no assalto final contra o último reduto Miguelista nos Açores, a 1 de agosto de 1831. Ao que consta, a população da freguesia terá recebido mal as tropas liberais. O Padrão Histórico existente na freguesia - erigido em 1957, com um azulejo retirado de uma pequena ermida dedicada a São Bento, que existiu anteriormente no local onde hoje figura a Igreja Paroquial de Nossa Senhora do Rosário. A Igreja de Nossa Senhora do Rosário, edifício do século XVI, tal como em outros lugares deste concelho, foi várias vezes remodelada, sendo as últimas intervenções de 1830, e posteriormente em 1882. Tem o corpo principal dividido em três naves e o retábulo do altar-mor é de talha dourada, esculpida em 1734. Embora humilde, esta talha engrinalda de forma vibrante este belo templo. Da Achadinha saíram nomes ilustres das letras, como João de Melo e Adelaide Freitas. Em homenagem ao romancista João de Melo, o município recuperou a antiga casa de família do escritor, adaptando-a Casa de Cultura.(melhor freguesia)

## Trilho Terras de Nosso Senhor
Um dos antigos caminhos rurais que ligava a freguesia ao povoado vizinho, agora adaptado a trilho pedestre e com o nome de Terras de Nosso Senhor, é uma das ofertas turísticas deste lugar, a que se junta a gastronomia típica no Restaurante Amaral. O principal meio de subsistência é a agricultura e produção de leite. As principais culturas é a batata e a plantação de milho, para posteriormente ser transformado em silagem para o gado bovino. Também pratica se a criação de gado bovino de carne. Possui uma taxa de emigração elevada, nos anos 50 a 80.

## Demografia
A população registada nos censos foi:
| Distribuição da População por Grupos Etários | Distribuição da População por Grupos Etários | Distribuição da População por Grupos Etários | Distribuição da População por Grupos Etários | Distribuição da População por Grupos Etários |
| -------------------------------------------- | -------------------------------------------- | -------------------------------------------- | -------------------------------------------- | -------------------------------------------- |
| Ano                                          | 0-14 Anos                                    | 15-24 Anos                                   | 25-64 Anos                                   | > 65 Anos                                    |
| 2001                                         | 109                                          | 99                                           | 263                                          | 90                                           |
| 2011                                         | 104                                          | 67                                           | 276                                          | 88                                           |
| 2021                                         | 52                                           | 65                                           | 258                                          | 88                                           |

## Freguesias próximas
- Achada
- Salga